# Tatjana Sevrjukova
Tatjana Nikitična Sevrjukova (rusko Татья́на Ники́тична Севрюко́ва), ruska atletinja, * 30. junij 1917, Taškent, Ruski imperij, † 1981.
Ni nastopila na poletnih olimpijskih igrah. Na evropskih prvenstvih je osvojila naslov prvakinje v suvanju krogle leta 1946. V tej disciplini je šestkrat postala sovjetska državna prvakinja. 4. avgusta 1948 je postavila svetovni rekord v suvanju krogle s 14,59 m, ki je veljal dobro leto. 